# Dipodillus mackilligini
Dipodillus mackilligini es una especie de roedor de la familia Muridae.

## Distribución geográfica
Se encuentra en Egipto y Sudán.

## Hábitat
Su hábitat natural son:  los desiertos áridos.